# William de Cantilupe († 1254)
William de Cantilupe (auch William III de Cantilupe, Cantelupe oder Cauntelo) († 25. September 1254) war ein englischer Adliger.

## Herkunft und Erbe
William war der älteste Sohn von William II de Cantilupe, der seit 1238 König Heinrich III. als Steward of the Household diente, und von dessen Frau Millicent, einer Tochter des französischen Adligen Hugo V. von Gournay. Zu seinen Geschwistern gehörte Thomas de Cantilupe, der spätere Bischof von Hereford. Im Juli 1241 verheiratete Williams Vater ihn mit Eva de Briouze, einer Tochter und Miterbin des Marcher Lords William de Briouze. Eva erbte von den Besitzungen ihres Vaters die Honour of Abergavenny in Südwestwales sowie die Hälfte der Honour of Totnes in Devon. Nach 1245 erbte Eva als Tochter von Eva Marshal, einer der Töchter von William Marshal, 1. Earl of Pembroke, weitere Güter in den Welsh Marches und in Südwestengland. Nach dem Tod seines Vaters 1251 erbte Cantilupe dessen Besitzungen, darunter Eaton Bray in Bedfordshire und Aston Cantlow in Warwickshire. Über das Erbe seiner Frau, besonders um Penrhos Castle in Monmouthshire führte Cantilupe zwischen 1248 und 1253 einen erbitterten Erbstreit mit John of Monmouth.

## Leben
Wie sein Vater und Großvater wurde Cantilupe ein loyaler Unterstützer von Heinrich III. Von 1242 bis 1243 hatte er an dem erfolglosen Feldzug des Königs in die Saintonge teilgenommen, wofür er ab Januar 1243 eine jährliche Pension in Höhe von £ 50 erhielt. Daneben erhielt er häufig Geschenke des Königs, vor allem Holz und Wild aus den königlichen Wäldern. Von 1253 bis 1254 begleitete er den König auf dessen Expedition in die dem König gehörende Gascogne in Südwestfrankreich, wo er einer der wichtigsten Höflinge des Königs wurde. Kurz nach Juli 1254 muss er jedoch, vielleicht wegen Krankheit, nach England zurückgekehrt sein, wo er am 25. September 1254 starb. Er wurde wie sein Großvater William I de Cantilupe in Studley Priory in Warwickshire beigesetzt. Simon de Montfort, 6. Earl of Leicester, ein entfernter Verwandter von ihm, der wie er an der Expedition in die Gascogne teilgenommen hatte, sowie sein Schwager Humphrey V. de Bohun, der mit einer Schwester seiner Frau verheiratet war, legten seinen Leichnam ins Grab.

## Familie und Nachkommen
Mit seiner Frau Eva de Briouze hatte er mindestens drei Kinder:
- Joanna de Cantilupe († 1271) ⚭ Henry Hastings († 1269);
- Millicent de Cantilupe († 1299), ⚭ (1) John de Montalt, ⚭ (2) Eudo de la Zouche († 1279);
- George de Cantilupe (1251–1273).

Cantilupe hatte ein Kreuzzugsgelübde abgelegt und hinterließ in seinem Testament eine stattliche Geldsumme, damit ein anderer dieses Gelübde erfüllen konnte. Schließlich erhielt William de Valence, ein Halbbruder des Königs, das Geld, der damit seine eigenen Kreuzzugspläne vorantrieb. Cantilupes Erbe wurde sein Sohn George, doch nachdem dieser kinderlos gestorben war, wurden die Besitzungen der Familie Cantilupe unter Williams Töchtern bzw. deren Erben aufgeteilt.